# Аль-Айн (футбольный клуб)
«Аль-Айн» (араб. نادي العين‎; произносится: Нади-аль-Айн) — эмиратский профессиональный футбольный клуб из города Эль-Айн. Образован в 1968 году. Домашние матчи проводит на одной из двух арен: «Шейх Халифа Интернешнл Стэдиум» или «Тахнун Бин Мохамед Стэдиум». В настоящий момент выступает в Футбольной лиге ОАЭ, единственной профессиональной лиге ОАЭ.
Клуб был основан в 1968 году игроками из Аль-Айна, членами бахрейнской группы студентов по обмену и суданским сообществом, работающим в Объединённых Арабских Эмиратах. Команда быстро завоевала популярность и признание по всей стране, став командой с наибольшим количеством трофеев (всего 34).

## История

### Основание и ранние годы
В 1971 году группа молодых людей изучила правила игры, наблюдая за британскими солдатами, играющими в футбол, и сформировала свою собственную команду. Первым полем команды стал квадратный песчаный участок на главной улице рядом с кольцевой развязкой в Эль-Айне.
В августе 1971 года клуб был официально основан как «Аль-Айн». Основатели посчитали необходимым иметь постоянную штаб-квартиру клуба и арендовали дом на нынешней Халифа-роуд для клубных встреч. Основатели взяли на себя заботу о всех делах клуба: от планирования стадиона до уборки штаб-квартиры клуба и стирки футбольной формы. К шейху Халифе ибн Заиду Аль Нахайяну обратились за помощью, и тот предоставил клубу постоянную домашнюю арену в районе Аль-Джахили и Land Rover для нужд команды. В первом своём матче «Аль-Айн» победил команду, состоящую из британских солдат, и продолжил играть товарищеские матчи против других клубов Абу-Даби. В 1971 году команда провела свой первый международный матч, будучи разгромленной со счётом 1:7 египетским «Исмаили». В том же году несколько членов клуба (Хазер Халаф аль-Мухейри, Салим аль-Худрави, Мухаммед Халаф аль-Мухейри и Махмуд Фазлуллах) откололись и основали клуб «Аль-Тазамун». Тогда же шейх Халифа ибн Заид Аль Нахайян предоставил клубу новую современную домашнюю арену: стадион Халифа в районе Аль-Сарудж. В 1974 году «Аль-Айн» объединился с отколовшимся «Аль-Тазамуном», сформировав «Спортивный клуб Аль-Айн». Первый совет директоров клуба был образован после слияния под председательством Мухаммеда Салема аль-Захери.

### Первые достижение и присоединение к Футбольной лиге (1974—1997)
В феврале 1974 года «Аль-Айн» завоевал свой первый титул, выиграв Лигу Абу-Даби. 13 ноября 1974 года шейх Халифа был объявлен почётным президентом клуба в знак признания его неизменной поддержки клуба. 21 мая 1975 года шейх Султан ибн Заид Аль Нахайян был избран председателем совета директоров «Аль-Айна». В том же году команда во второй раз выиграла Лигу Абу-Даби. 21 марта 1975 года клуб впервые принял участие в Кубке президента ОАЭ, уступив по пенальти (4:5) в 1/8 финала «Аль-Шаабу» после ничьи (1:1) в основное время. В сезоне 1975/1976 «Аль-Айн» впервые участвовал в Футбольной лиге ОАЭ, заняв второе место после «Аль-Ахли». В следующем сезоне клуб выиграл свой первый чемпионский титул, после ничьи (1:1) с «Шарджей» в последнем туре. Спустя год «Аль-Айн» занял второе место вслед за «Аль-Насром», а его футболист Мохиддин Хабита стал с 20 голами лучшим бомбардиром турнира. В сезоне 1978/79 «Аль-Айн» занял в чемпионате третье место с 27 очками и победил «Шарджу» в финале Кубка президента.
Мухаммад ибн Заид Аль Нахайян стал президентом клуба 19 января 1979 года. «Аль-Айн» вновь стал чемпионом ОАЭ в сезоне 1980/1981 годов и проиграл финал Кубка президента дубайскому «Аль-Шабабу». В сезоне 1983/1984 годах команда выиграла Кубок лиги и чемпионат ОАЭ, став вторым клубом после «Аль-Ахли», выигравшим чемпионат три раза. У «Аль-Айна» была самая сильная атака в лиге с 35 забитыми голами, а его футболист Ахмед Абдулла с 20 мячами стал вместе с нападающим «Аль-Васла» победителем премии «Золотая бутса». Этот сезон также стал первым, в котором иностранным игрокам было запрещено играть в чемпионате ОАЭ, чему противился и «Аль-Айн». Команда не смогла пройти квалификационный раунд Азиатского клубного чемпионата 1985/1986. После победы в чемпионате в сезоне 1983/1984 годов «Аль-Айн» не смог выиграть ни одного трофея до 1989 года, когда победил в Кубке федерации. В следующем году команда вышла в финал Кубка президента, где уступила «Аль-Шабабу».
Сезон 1992/1993 «Аль-Айн» начал с несколькими новыми игроками, перешедшими из других клубов: Саифом Султаном («Аль-Иттихад Кальба»), Салемом Джохаром («Аджман»), Маджедом аль-Увайсом («Аль Таид»), Саидом Джумой («Эмирейтс»). «Аль-Айн» выиграл свой четвёртый чемпионский титул за три тура до окончания первенства, после победы 5:0 над «Аль-Халиджем». В следующем сезоне команда заняла второе место в Футбольной лиге и уступила в Суперкубке ОАЭ 1993 года со счётом 1:2 «Аль-Шаабу». «Аль-Айн» также вышел в финал Кубка президента, где проиграл 0:1 «Аль-Шабабу», не сумев в четвёртый раз выиграть трофей. В 1994 и 1995 годах «Аль-Айн» дважды уступал в финалах Кубка президента, занял второе место в лиге, выиграл Суперкубок ОАЭ 1995 года и проиграл во втором раунде Кубка обладателей кубков Азии кувейтской «Казме». В сезоне 1996/1997 «Аль-Айн» уступил в 1/8 финала Кубка президента «Хатте» и занял четвёртое место в чемпионате.

### Золотая эра (1997—2003)
Перед началом очередного сезона, 7 июня 1997 года, был сформирован почётный совет клуба. После этого важного события «Аль-Айн» выиграл чемпионат ОАЭ. В следующем сезоне «Аль-Айн» стал обладателем Кубка президента и занял второе место в чемпионате, а также занял третье место на Азиатском кубке чемпионов 1998/1999. В 1999 году главным тренером команды был назначен румынский специалист Илие Балач, который привёл её к шестому титулу чемпиона ОАЭ, в то время как в Кубке обладателей кубков Азии 1999/2000 «Аль-Айн» вылетел в первом раунде, уступив сирийскому «Аль-Джаишу» по правилу гола, забитого на чужом поле.
В 2003 году «Аль-Айн» участвовал в Лиге чемпионов АФК. В групповом этапе они выиграли все три матча, победив саудовский «Аль-Хиляль», катарский «Аль-Садд» и иранский «Эстегляль». В полуфинале ему противостоял китайский «Далянь Шидэ». В первой игре «Аль-Айн» выиграл 4:2 дома, Бубакар Саного забил дважды. В ответном матче в Китае «Аль-Айн» проигрывал 2:4, но гол Фархада Маджиди на 87-й минуте сделал общий счёт 7:6 в пользу эмиратцев. В финале «Аль-Айн» встретился с таиландским клубом «Полис Теро». В домашнем матче он одержал победу со счётом 2:0 (голами отметились Салема Джохар и Мохаммед Омар). На стадионе Раджамангала 11 октября «Аль-Айн» уступил 0:1, но выиграл 2:1 по сумме двух встреч и стал первым эмиратским клубом, выигравшим Лигу чемпионов АФК.

### Клубный чемпионат мира 2018
В декабре 2018 года, в год своего 50-летия, «Аль-Айн» принимает участие в Клубном чемпионате мира в ОАЭ в качестве хозяев турнира (действующего чемпиона страны-организатора турнира). Эмиратский клуб на пути в финал победил новозеландский «Тим Веллингтон», проигрывая по ходу матча 0:3, разгромил тунисский «Эсперанс» в 1/4 финала, а в полуфинале оказался сильнее победителя Кубка Либертадорес 2018 аргентинского «Ривер Плейта» в серии пенальти.

## История выступлений
| Сезон     | Дивизион        | Место   | И  | В  | Н  | П | Голы    | ±   | О  | Междун. кубки      |
| --------- | --------------- | ------- | -- | -- | -- | - | ------- | --- | -- | ------------------ |
| 1987/88   | Футбольная лига | 5-е     | 22 | 9  | 6  | 7 | 26 − 24 | +2  | 24 |                    |
| 1988/89   | Футбольная лига | 5-е     | 22 | 8  | 9  | 5 | 29 − 21 | +8  | 25 |                    |
| 1989/90   | Футбольная лига | 7-е     | 26 | 9  | 9  | 8 | 36 − 26 | +10 | 27 |                    |
| 1991/92   | Футбольная лига | 7-е     | 30 | 13 | 8  | 9 | 42 − 35 | +7  | 34 |                    |
| 1992/93   | Футбольная лига | Чемпион | 22 | 15 | 5  | 2 | 54 − 13 | +41 | 35 |                    |
| 1993/94   | Футбольная лига | 2-е     | 18 | 12 | 5  | 1 | 31 − 10 | +21 | 29 |                    |
| 1994/95   | Футбольная лига | 2-е     | 18 | 7  | 9  | 2 | 26 − 15 | +11 | 30 |                    |
| 1995/96   | Футбольная лига | 3-е     | 18 | 6  | 7  | 5 | 17 − 11 | +6  | 25 |                    |
| 1996/97   | Футбольная лига | 5-е     | 28 | 10 | 11 | 7 | 40 − 31 | +9  | 41 |                    |
| 1997/98   | Футбольная лига | 3-е     | 18 | 8  | 5  | 5 | 24 − 17 | +7  | 29 |                    |
| 1998/99   | Футбольная лига | 2-е     | 33 | 16 | 9  | 8 | 58 − 36 | +22 | 57 | КАЧ: 3-е место     |
| 1999/2000 | Футбольная лига | Чемпион | 22 | 13 | 7  | 2 | 48 − 25 | +23 | 46 |                    |
| 2000/01   | Футбольная лига | 4-е     | 22 | 10 | 4  | 8 | 33 − 27 | +6  | 34 |                    |
| 2001/02   | Футбольная лига | Чемпион | 22 | 14 | 5  | 3 | 44 − 23 | +21 | 47 |                    |
| 2002/03   | Футбольная лига | Чемпион | 22 | 14 | 6  | 2 | 51 − 20 | +31 | 48 | ЛЧ: победитель     |
| 2003/04   | Футбольная лига | Чемпион | 16 | 11 | 3  | 2 | 34 − 17 | +17 | 36 |                    |
| 2004/05   | Футбольная лига | 2-е     | 26 | 18 | 3  | 5 | 54 − 26 | +28 | 57 | ЛЧ: финалист       |
| 2005/06   | Футбольная лига | 4-е     | 22 | 13 | 2  | 7 | 42 − 23 | +19 | 41 | ЛЧ: 1/4 финала     |
| 2006/07   | Футбольная лига | 9-е     | 22 | 7  | 7  | 8 | 22 − 26 | −4  | 28 | ЛЧ: групповой этап |
| 2007/08   | Футбольная лига | 6-е     | 22 | 9  | 5  | 8 | 41 − 36 | +5  | 32 |                    |
| 2008/09   | Про-лига        | 3-е     | 22 | 12 | 7  | 3 | 40 − 20 | +20 | 43 |                    |
| 2009/10   | Про-лига        | 3-е     | 22 | 14 | 3  | 5 | 57 − 29 | +28 | 45 | ЛЧ: групповой этап |
| 2010/11   | Про-лига        | 10-е    | 22 | 6  | 7  | 9 | 33 − 35 | −2  | 25 | ЛЧ: групповой этап |
| 2011/12   | Про-лига        | Чемпион | 22 | 17 | 4  | 1 | 52 − 16 | +36 | 55 |                    |
| 2012/13   | Про-лига        | Чемпион | 26 | 20 | 2  | 4 | 74 − 26 | +48 | 62 | ЛЧ: групповой этап |
| 2013/14   | Про-лига        | 6-е     | 26 | 12 | 7  | 7 | 52 − 33 | +19 | 43 | ЛЧ: 1/2 финала     |
| 2014/15   | Про-лига        | Чемпион | 26 | 18 | 6  | 2 | 62 − 19 | +43 | 60 | ЛЧ: 1/8 финала     |
| 2015/16   | Про-лига        | 2-е     | 26 | 18 | 3  | 5 | 53 − 24 | +29 | 57 | ЛЧ: финалист       |
| 2016/17   | Про-лига        | 4-е     | 26 | 17 | 4  | 5 | 58 − 37 | +21 | 55 | ЛЧ: 1/4 финала     |
| 2017/18   | Про-лига        | Чемпион | 22 | 16 | 5  | 1 | 65 − 23 | +42 | 53 | ЛЧ: 1/8 финала     |
| 2018/19   | Про-лига        | 4-е     | 26 | 14 | 4  | 8 | 45 — 35 | +10 | 46 |                    |
| 2019/20   | Про-лига        | 2-е     | 19 | 11 | 4  | 4 | 46 — 21 | +25 | 37 |                    |
| 2020/21   | Про-лига        | 6-е     | 26 | 11 | 8  | 7 | 39-33   | +6  | 41 |                    |

## Достижения
- Чемпион ОАЭ (14) (рекорд): 1976/77, 1980/81, 1983/84, 1992/93, 1997/98, 1999/2000, 2001/02, 2002/03, 2003/04, 2011/12, 2012/13, 2014/15, 2017/18, 2021/22
- Обладатель Кубка ОАЭ (7): 1999, 2001, 2005, 2006, 2009, 2014, 2018
- Обладатель Суперкубка ОАЭ (5) (рекорд): 1995, 2003, 2009, 2012, 2015
- Обладатель Кубка Лиги (2): 2009, 2022
- Обладатель Кубка Федерации (3): 1989, 2005, 2006
- Обладатель Клубного кубка чемпионов Персидского залива (1): 2001
- Победитель Лиги чемпионов АФК (2): 2003, 2023/24
- Чемпион Абу-Даби (2): 1974, 1975
- Обладатель Joint League Cup (1): 1983

## Эмблема и цвета
Крепость Аль-Джахили считается символом клуба, так как она отражает историю города, а также была формальной резиденцией шейха Заида ибн Султана Аль Нахайяна с 1946 года. В 1980 году крепость стала официальным символом клуба.
В 1968 команда начинала выступать в зелёных и белых цветах. После объединения с «Аль-Тазамуном» в 1974 году «Аль-Айн» взял его красные цвета, которые использовал до сезона 1976/77. Во время первых командных сборов в Марокко в 1977 году проходил товарищеский турнир с участием марокканского «Видада», французской «Ниццы», португальского «Спортинга» и бельгийского «Андерлехта». «Аль-Айн» был впечатлён фиолетовыми цветами «Андерлехта», в результате чего была выдвинута идея изменить клубные цвета на фиолетовые. Идея была представлена шейху Хамдану ибн Мубараку Аль Нахайяну, который согласился официально поменять клубные цвета на фиолетовые с начала сезона 1977/78. Одна звезда над эмблемой «Аль-Айна» означает 10 титулов чемпионов ОАЭ, завоёванных командой.

## Текущий состав
| №  |               | Поз. | Имя                   | Год рождения |
| -- | ------------- | ---- | --------------------- | ------------ |
| 1  | Флаг ОАЭ      | Врт  | Мохаммед Бу Сенда     | 1995         |
| 2  | Флаг Марокко  | ПЗ   | Эль Мехди Эль Мубарик | 2001         |
| 3  | Флаг ОАЭ      | Защ  | Куаме Отонн Куадио    | 2000         |
| 4  | Флаг ОАЭ      | Защ  | Мохаммед Шакер        | 1997         |
| 5  | Флаг Колумбии | Защ  | Данило Арболеда       | 1995         |
| 7  | Флаг Бразилии | Нап  | Кайо Канедо           | 1990         |
| 9  | Флаг Того     | Нап  | Коджо Фо-До Лаба      | 1992         |
| 11 | Флаг ОАЭ      | ПЗ   | Бандар Мухамед        | 1990         |
| 13 | Флаг ОАЭ      | ПЗ   | Ахмед Барман          | 1994         |
| 14 | Флаг ОАЭ      | Защ  | Мухаммед Файез        | 1989         |
| 15 | Флаг Бразилии | Защ  | Эрик                  | 2001         |
| 16 | Флаг ОАЭ      | ПЗ   | Мохамед Абдуррахман   | 1989         |
| 17 | Флаг ОАЭ      | Вр   | Халид Эйса            | 1989         |
| 18 | Флаг ОАЭ      | ПЗ   | Халид Аль-Балуши      | 1999         |
| 19 | Флаг ОАЭ      | Защ  | Моханад Салем         | 1985         |

| №  |                | Поз. | Имя                    | Год рождения |
| -- | -------------- | ---- | ---------------------- | ------------ |
| 21 | Флаг Аргентины | Нап  | Матиас Паласиос        | 2002         |
| 21 | Флаг Марокко   | Нап  | Суфьян Рахими          | 1996         |
| 23 | Флаг ОАЭ       | Защ  | Мохаммед Ахмед         | 1989         |
| 30 | Флаг ОАЭ       | ПЗ   | Мухаммед Халфан        | 1996         |
| 31 | Флаг ОАЭ       | Защ  | Ахмед аль-Фареси       | 1994         |
| 31 | Флаг Бразилии  | Защ  | Рафаэл Перейра         | 2000         |
| 36 | Флаг ОАЭ       | Вр   | Давуд Сулейман         | 1990         |
| 40 | Флаг ОАЭ       | Вр   | Мухаммед Бу Сенда      | 1995         |
| 43 | Флаг ОАЭ       | ПЗ   | Райан Яслам            | 1994         |
| 44 | Флаг ОАЭ       | Защ  | Саид Джума Хассан      | 1998         |
| 88 | Флаг ОАЭ       | ПЗ   | Яхья Надер             | 1998         |
| 99 | Флаг ОАЭ       | Нап  | Джамал Ибрахим Хассайн | 1991         |
| -  | Флаг ОАЭ       | Нап  | Саад аль-Абадла        | 1995         |

## Главные тренеры
- Нелсиньо Роза (1982—1984)
- Зе Марио (1988—1991)
- Амарилдо (1991—1993)
- Анхель Маркос (1994—1995)
- Анри Мишель (1995)
- Кабралзиньо (1996—1997)
- Илие Балач (1998—2000)
- Ангел Йордэнеску (2001—2002, 2006)
- Брюно Метсю (2002—2004)
- Ален Перрен (2004)
- Милан Мачала (2005—2006)
- Вальтер Дзенга (2007)
- Тите (2007—2008)
- Винфрид Шефер (2008—2009)
- Тониньо Серезо (2009—2010)
- Алешандре Галло (2010—2011)
- Космин Олэрою (2011—2013)
- Хорхе Фоссати (2013)
- Кике Санчес Флорес (2013—2014)
- Златко Далич (2014—2017)
- Зоран Мамич (2017—2019)[11]
- Хуан Карлос Гарридо (2019)
- Иван Леко (2019—2021)
- Сергей Ребров (2021—2023)
- Эрнан Креспо (2023—н.в.)